# Image Award/Beste Künstlerin
Image Award: Beste Künstlerin (Outstanding Female Artist)

## 1991–2000
- 1994: Vanessa Lynn Williams
- 1995: Whitney Houston
- 1996: Whitney Houston
- 1998: Erykah Badu
- 1999: Lauryn Hill
- 2000: Whitney Houston

## 2001–2010
- 2001: Yolanda Adams
- 2002: Aaliyah
- 2003: India.Arie
- 2004: Alicia Keys
- 2005: Fantasia Barrino
- 2006: Alicia Keys
- 2007: Mary J. Blige
- 2008: Alicia Keys
- 2009: Beyoncé Knowles
- 2010: Mary J. Blige